# Christof Söhngen

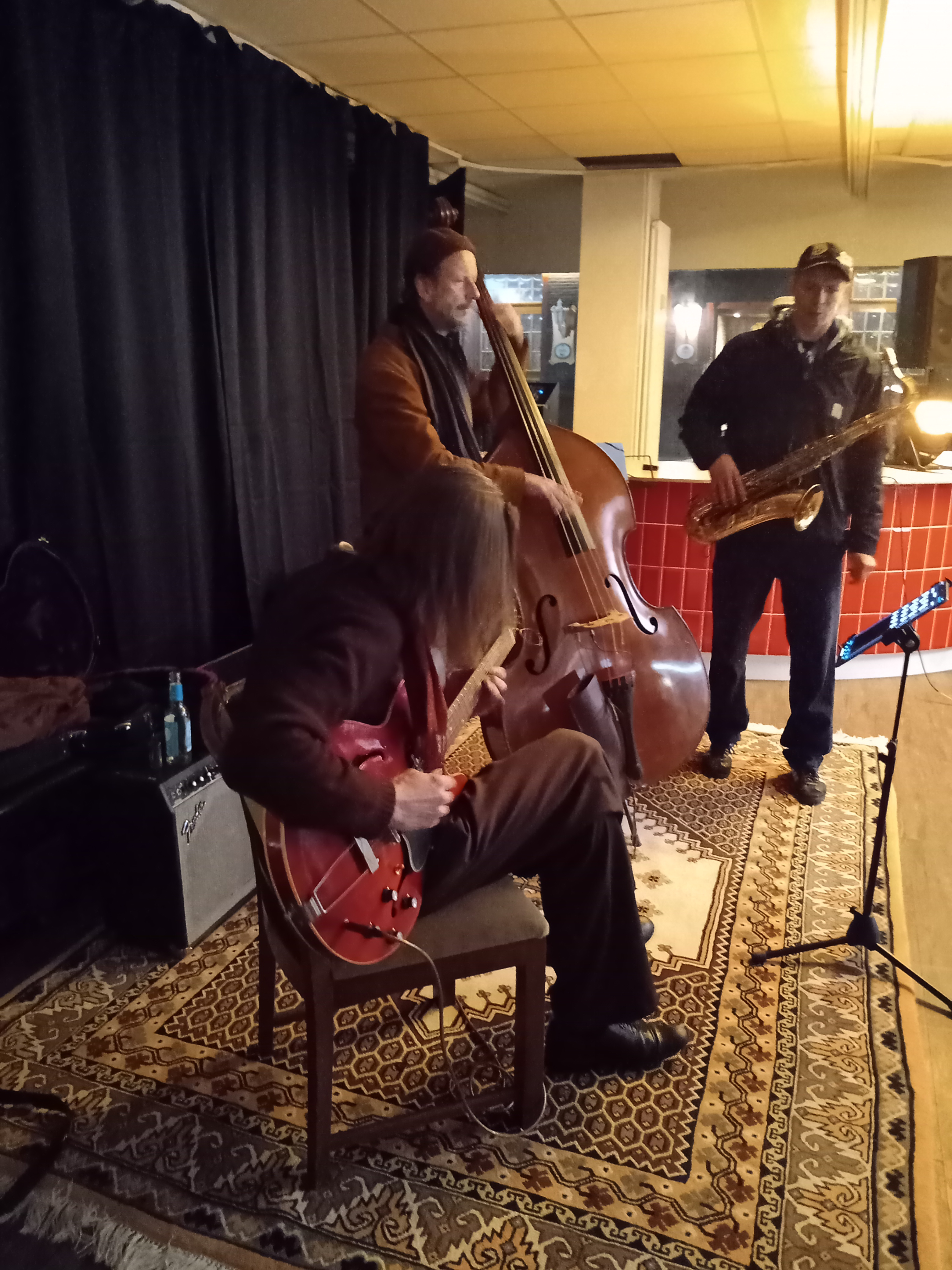
Das Christof Söhngen Trio, 2025 in Witten

Christof Söhngen (* 1970 in Essen) ist ein deutscher Jazzmusiker (Gitarre, Komposition).

## Leben und Wirken
Söhngen erhielt im Alter von fünf Jahren erste Klavierstunden. Mit 13 Jahren wechselte er zur Gitarre, die er als Autodidakt erlernte. Er studierte Jazzgitarre an der Folkwang-Hochschule Essen. Ab 1999 erhielt er nach Bestehen der Diplomprüfung ein dreijähriges Stipendium, was ihm ermöglichte, unabhängig an seinen musikalischen Vorstellungen zu arbeiten.
Seitdem spielte Söhngen mit Musikern wie Martin Gjakonovski, Hartmut Kracht, Peter Herborn, Anna Kaluza, Tom Principato, Johanna Schneider oder Michael Vatcher und trat auf internationalen Festivals auf. Zu seinem Trio, mit dem das Album Il Était une Fois (NRW Records 2010) entstand, gehörten Jörg Brinkmann (Cello) und Patrick Hengst (Schlagzeug). Auch komponierte er für Film (Neuvertonung von Douglas Fairbanks’ Spielfilm Die eiserne Maske) und Theater. Für das Jazz Podium verfügt er über „ein erstaunliches kreatives, deutlich individuelles Potential“ und „verblüfft durch die innere Logik dessen, was er schreibt und was er spielt“.
Söhngen hat seit 2012 einen Lehrauftrag für Jazzgitarre an der Folkwang-Hochschule.

## Filmografie
- 2022: Tatort: Murot und das Gesetz des Karma